# Мемориален музей „Кузман Йосифоски – Питу“
Мемориалният музей „Кузман Йосифоски – Питу“ (на македонска литературна норма: Меморијален музеј „Кузман Јосифоски - Питу“) се намира в центъра на град Прилеп, Северна Македония. Посветен е на Комунистическа съпротива във Вардарска Македония през Втората световна война. Обявен е за паметник на културата през 1971 година в родната къща на партизанина Кузман Йосифовски.